# Corraleja

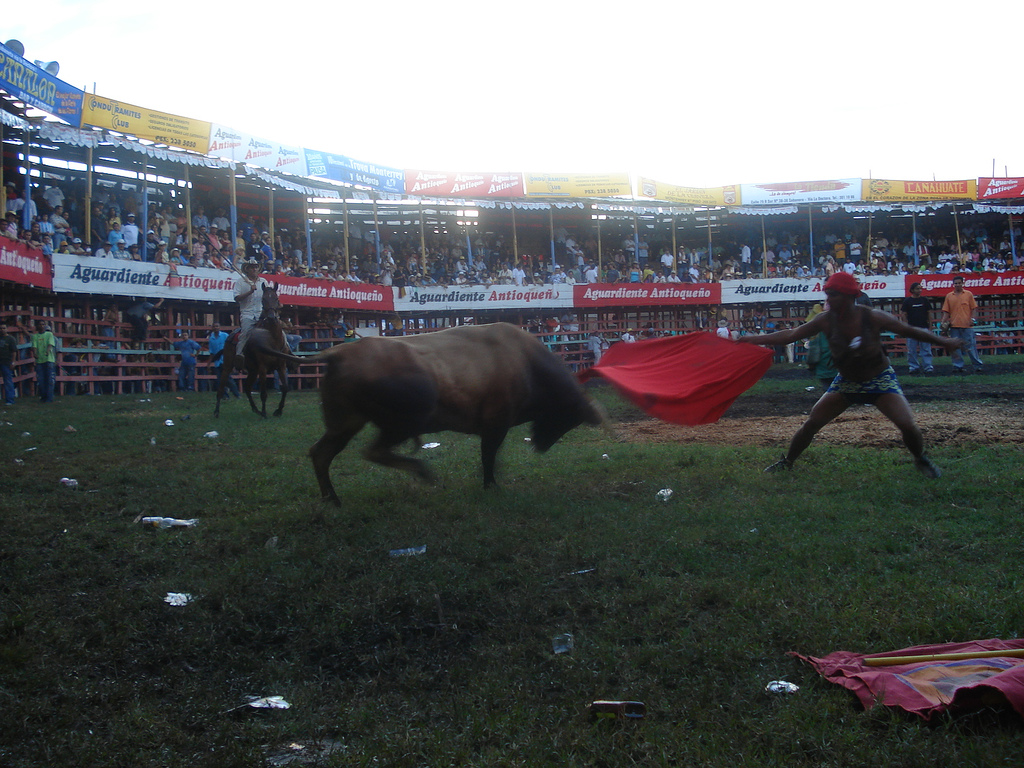
Corraleja a Sincelejo, Colombia.

La Corraleja è una festa popolare colombiana, durante la quale in una plaza de toros si toreano vari torelli alla volta.

## Origini della festa
Le origini e la storia della festa della Corraleja vanno cercate nella diffusione della cultura spagnola in America e segnatamente nella corrida.